# Arrhinoceratops
Az Arrhinoceratops (jelentése 'orrszarv nélküli arc', az ógörög α- / a- fosztóképző, valamint a ρινο- / rhino- 'orr', κερατ- / kérat- 'szarv' és ωψ / -opsz 'arc' szavak összetételéből) a ceratopsia dinoszauruszok egyik neme. A neve egy félreértésből ered, ugyanis a leírást készítő szerző úgy vélte, hogy az állat nem rendelkezett orrszarvval, a későbbi elemzés során azonban kiderült, hogy ez nem igaz. A késő kréta időszak kora maastrichti korszaka idején élt, az Anchiceratops kortársaként, néhány millió évvel megelőzve híres rokonát, a Triceratopsot. A maradványait Kanadában fedezték fel.

## Felfedezés és fajok

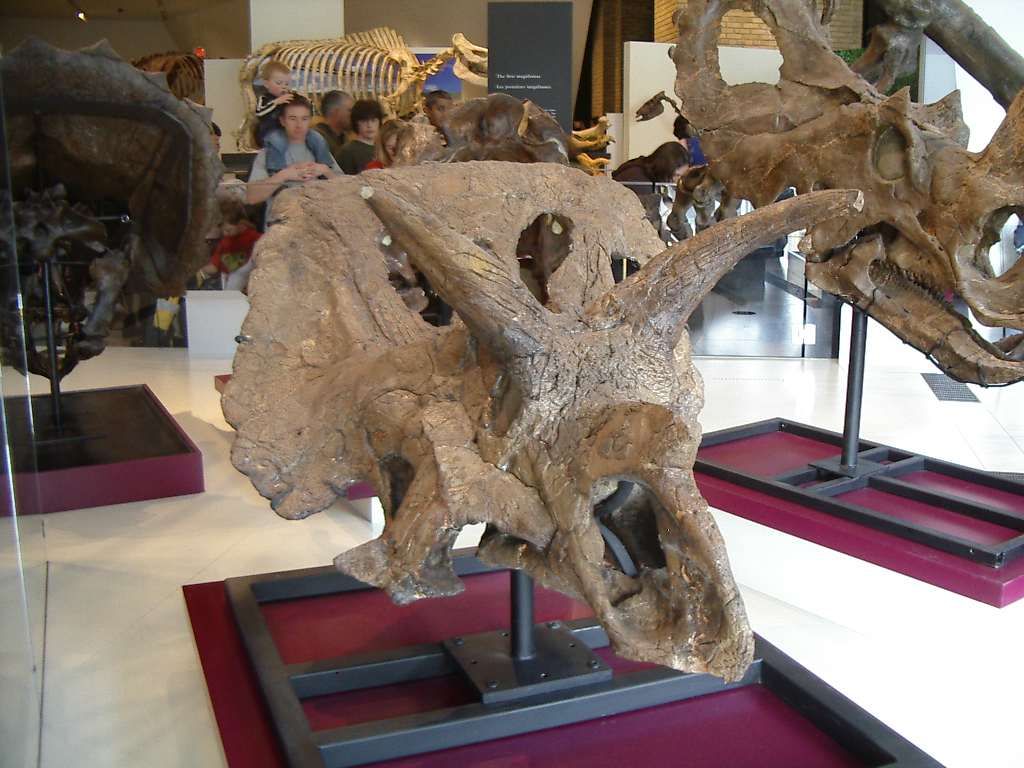
Az Arrhinoceratops brachyops a Royal Ontario Museumban.

A W. A. Parks által 1925-ben leírt Arrhinoceratops egy részben összenyomódott, kissé elferdült koponya alapján ismert, melynek állkapcsa hiányzik. A maradványokat a Torontói Egyetem expedíciója gyűjtötte be 1923-ban az albertai Red Deer folyó mentén.
Csak egyetlen faját, az A. brachyopst írták le. A Gilmore által 1946-ban, Utah államban talált további maradványok eredetileg A. utahensis néven váltak ismertté, de később átkerültek a Torosaurus nembe.

## Osztályozás
Az Arrhinoceratops a Ceratopsinae (korábbi nevén Chasmosaurinae) alcsaládba tartozik a Ceratopsia alrendágon belül, a papagájszerű csőrrel rendelkező növényevő dinoszauruszok csoportjába (az ógörög eredetű név jelentése 'szarv arcú'), amely a kréta időszak során Észak-Amerika és Ázsia területén élt. Közeli rokonságban állt a Torosaurusszal.

## Anatómia
Mivel ez a dinoszaurusz csak a koponyája révén ismert, a tudósok keveset tudnak a teljes anatómiájáról. A koponya jellegzetessége a két ovális nyílással ellátott, széles nyakfodor. A szemöldökszarvak közepes hosszúságúak, az orrszarv azonban rövidebb és tompább, mint a legtöbb ceratopsiáé. A teste feltehetően hasonlít a többi ceratopsiáéhoz, és a koponya hossza alapján a felnőttkori mérete elérte a 6 métert.

## Táplálkozás
Az Arrhinoceratops a többi ceratopsiához hasonlóan növényevő volt. A kréta időszak során a virágos növények elterjedése „a szárazföldön földrajzilag behatárolódott”, így valószínű, hogy ez az állat az időszak domináns növényeit, a páfrányokat, a cikászokat és a tűlevelűeket fogyasztotta, melyekről éles csőrével leveleket vagy tüskéket téphetett le.

## Rokonság
Az alábbi ceratopsiák az Arrhinoceratops közeli rokonságába tartoztak:
- Anchiceratops[1]
- Chasmosaurus[1]
- Pentaceratops[1]
- Torosaurus[1]

## Fordítás
- Ez a szócikk részben vagy egészben az Arrhinoceratops című angol Wikipédia-szócikk ezen változatának fordításán alapul.  Az eredeti cikk szerkesztőit annak laptörténete sorolja fel. Ez a jelzés csupán a megfogalmazás eredetét és a szerzői jogokat jelzi, nem szolgál a cikkben szereplő információk forrásmegjelöléseként.